# Уолкер, Эдвард Крэйвен
Эдвард Крэйвен Уолкер (4 июля 1918 — 15 августа 2000) — изобретатель психоделической лампы «Astro», известной также как «лавовая лампа».

## Военное прошлое
Во время Второй мировой войны Крэйвен служил летчиком и летал над Германией в «De Havilland Mosquito», делая снимки из невооруженного самолета. Он познакомился со своей первой женой, Марйори Биван Джонс, на авиационной базе, где она работала в женской вспомогательной службе ВВС. После войны Крэйвен продолжил летать.

## Лавовая лампа Astro

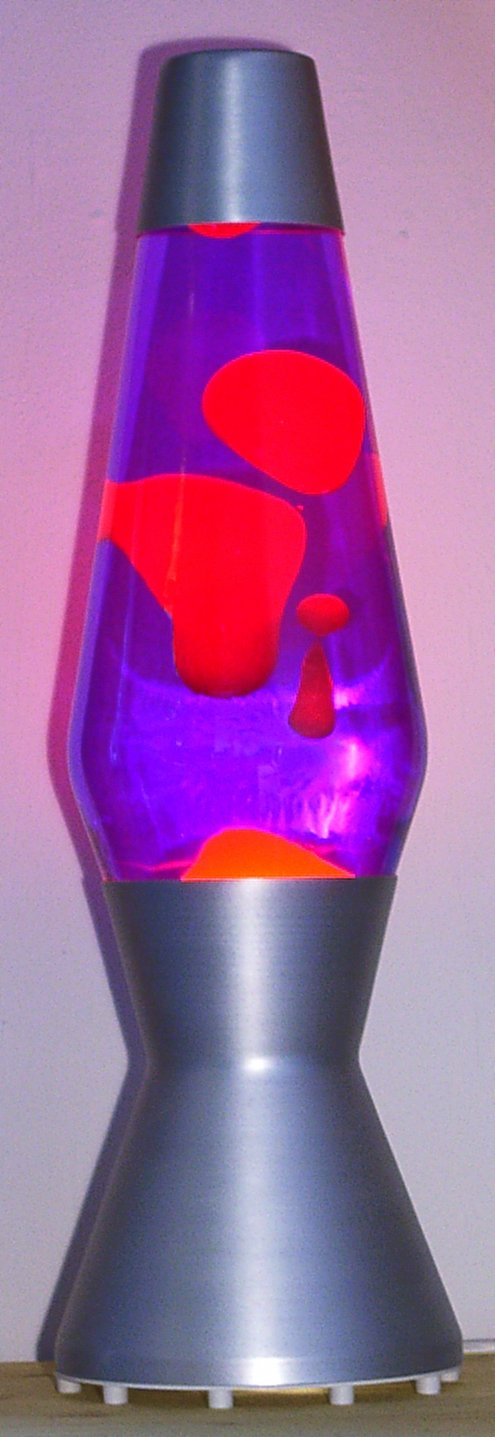
Лавовая лампа Astro

После войны Крэйвен доработал идею, которую приметил в загородном пабе в английском графстве Дорсет. В пабе имелось хитроумное приспособление, изготовленное постоянным клиентом, Альфредом Дуннеттом, ушедшим в мир иной. Это было одноразовое устройство, которое служило в качестве таймера для варки яиц. В нём были использованы две не поддающиеся смешению жидкости. Крэйвен увидел потенциал данного концепта и приступил к его усовершенствованию, создавая лампу. В небольшом гараже он разместил лабораторию, где он смешивал ингредиенты в бутылках разных форм и размеров. Он обнаружил, что одним из самых лучших сосудов оказалась бутылка от апельсинового напитка «Tree Top», и её форма определила дизайн лампы «Astro Baby», которую тогда называли «Astro Mini».

## Производство ламп «Astro»
Крэйвен и его жена Кристин основали компанию по производству светильников Crestworth. Crestworth оперировала в небольших индустриальных помещениях в Пуле, в графстве Дорсет, и с 1963 года стала поставлять светильники во все страны мира, а в 1992 году компания сменила название на Mathmos. Они имели большой коммерческий успех на протяжении 1960-х и 1970-х гг. и стали символом психоделии. Крэйвен говорил: «Если вы купите мой светильник, вам не понадобятся наркотики… Я думаю, он всегда будет популярен. Это как цикл жизни: рост, распад, падение, а затем все начинается сначала».
В конце 1970-х гг. мода изменилась, и спрос на лава-лампы упал. Уолкеры продолжали производство светильников на протяжении 1980-х гг., но в меньших масштабах.

## Поздние годы
В начале 1990-х гг. молодая пара стала успешно производить и продавать светильники. Крессида Грэйнджер и Дэвид Мюллей сделали Крэйвену деловое предложение и переняли управление компанией, переименовав её в Mathmos в 1992 году. Сначала они были партнерами Эдварда и Кристин Крэйвен Уолкер, а компания называлась Crestworth Trading Ltd. Через несколько лет они по частям выкупили долю Уолкеров. Они получили права на изготовление Лавовых ламп «Astro» и продолжили их производство в том же помещении, почти в том же коллективе, на том же оборудовании и даже с некоторыми из тех же составляющих, что и в 1960-х гг. Эдвард Крэйвен Уолкер остался работать в Mathmos в качестве консультанта и директора до самой смерти, помогая улучшить формулу ламп. Производство ламп «Astro» продолжается уже 50 лет, они изготовляются вручную в Великобритании с 1963 года и по сей день создаются Mathmos в Пуле, в графстве Дорсет. Формула лавовой лампы Mathmos была разработана Крэйвеном Уолкером в 1960-х гг., а затем он помог её усовершенствовать в 1990-х гг.В 2013 году его компания по изготовлению лавовых ламп Mathmos отмечает свой 50 й юбилей.

## Натуризм
Уолкер был натуристом и обосновал лагерь в Мэтчэмс, в графстве Хэмпшир, который стал одним из самых крупных в Великобритании. Увлечение Крэйвена осложняло ему жизнь и стало одной из причин развода с Марйори, у которой было 3 детей от него. Крэйвен был женат 4 раза. Крэйвен пытался изгнать страдающих ожирением людей со своего натуристского курорта, отстаивая свою точку зрения о том, что ожирение бросает вызов идеалам, основанным на идеях о здоровье духа и тела.

## Кинематограф
Крэйвен объединил кино и натуризм. В 50-х и 60-х гг. нагота в кино являлась табу, но он не показывал волосы в интимной зоне и тем самым обошел цензуру. В результате он стал передовиком жанра. Под псевдонимом Майкл Китеринг Крэйвен снял натуристский фильм «Путешествие налегке» (1959). Это был первый натуристский фильм, официально выпущенный в Великобритании. Он был снят на Корсике и вышел в 1960 году, описанный как «подводный балет». Позднее Крэйвен продюсировал «Унесенные солнцем» (1961) и «Ив на лыжах» (1963).

## Смерть
К концу 1990-х гг Крэйвен вел борьбу с раком. Он умер в Мэтчэмс, в графстве Дорсет, и был похоронен на маленьком кладбище в Нью-Форест. Ему было 82 года.